# Hayastani Ankaxowt'yan Gavat' 2022-2023
La Hayastani Ankaxowt'yan Gavat' 2022-2023 (in italiano Coppa dell'Indipendenza) è stata la 32ª edizione della coppa nazionale armena. È iniziata il 4 ottobre 2022 ed è terminata il 13 maggio 2023.
Il torneo si è disputato con la formula a eliminazione diretta. Hanno partecipato alla competizione le dieci squadre della Bardsragujn chumb 2022-2023 più quattro squadre dell'Araǰin Xowmb 2022-2023 (Ganjasar, Mika Erevan, Syunik e West Armenia). Il Noravank era la formazione detentrice del trofeo.
L'Urartu ha vinto la coppa battendo in finale lo Širak col punteggio di 2-1.

## Primo turno
Il sorteggio del primo turno si è tenuto il 14 luglio 2022.
| Squadra 1        | Risultato | Squadra 2        |
| ---------------- | --------- | ---------------- |
| 4 ottobre 2022   |           |                  |
| Ararat           | 0 – 4     | Ararat-Armenia   |
| 5 ottobre 2022   |           |                  |
| Mika Erevan      | 1 – 2     | Ganjasar         |
| West Armenia     | 1 – 4     | Alaškert         |
| Syunik           | 1 – 5     | Širak            |
| 6 ottobre 2022   |           |                  |
| BKMA Erevan      | 0 – 1     | Noah             |
| Lernayin Artsakh | 1 – 3     | Van Charentsavan |

## Quarti di finale
Il sorteggio dei quarti di finale si è tenuto il 19 ottobre 2022.
| Squadra 1        | Risultato       | Squadra 2        |
| ---------------- | --------------- | ---------------- |
| 24 novembre 2022 |                 |                  |
| Širak            | 2 – 0           | Van Charentsavan |
| 25 novembre 2022 |                 |                  |
| Ganjasar         | 0 – 0 (5-4 dtr) | Alaškert         |
| 26 novembre 2022 |                 |                  |
| P'yownik         | 3 – 0           | Noah             |
| Ararat-Armenia   | 0 – 4           | Urartu           |

## Semifinali
Il sorteggio delle semifinali si è tenuto il 30 novembre 2022.
| Squadra 1     | Risultato       | Squadra 2 |
| ------------- | --------------- | --------- |
| 5 aprile 2023 |                 |           |
| Širak         | 1 – 1 (5-3 dtr) | P'yownik  |
| 6 aprile 2023 |                 |           |
| Urartu        | 4 – 0           | Ganjasar  |

## Finale
| Arbitro: | Treimanis |

|             |           |                              |
| Bakayoko 6’ | Marcatori | 1’ Churcidze 85’ Melk'ownyan |